# Sarpedon (Ilias)

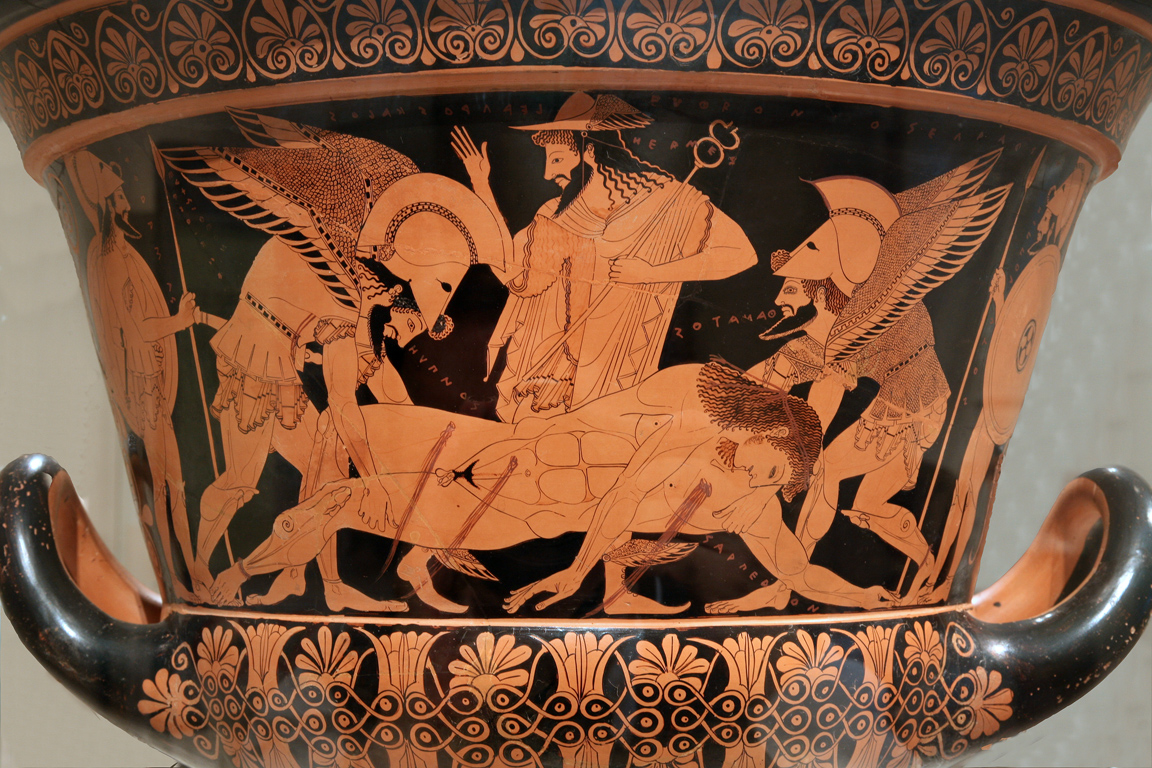
Hypnos, Thanatos und Hermes mit Sarpedon auf einem rotfigurigen Kelchkrater des Euphronios

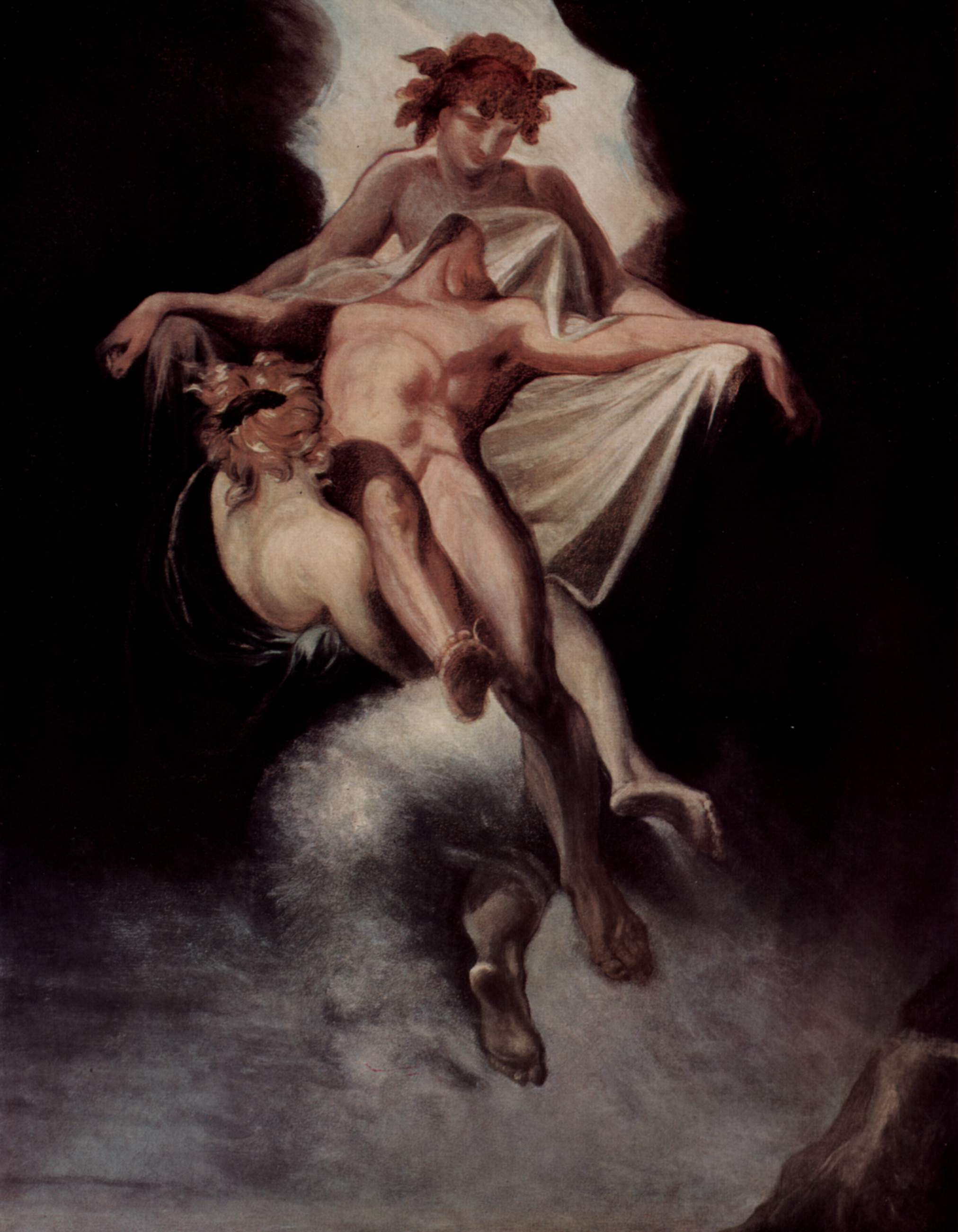
Hypnos und Thanatos tragen den toten Sarpedon nach Lykien (Johann Heinrich Füssli 1803)

Sarpedon (altgriechisch Σαρπηδών Sarpēdṓn, auch Σαρπήδων Sarpḗdōn) ist eine Figur der griechischen Mythologie.

## Sarpedon in der Ilias
In Homers Ilias ist Sarpedon der Sohn der Laodameia, einer Tochter des Bellerophon, und des Zeus. Er kämpft im Trojanischen Krieg als Heerführer der Lykier auf der Seite der Trojaner. Patroklos, der in der Rüstung seines Freundes Achilleus in den Kampf gezogen ist, tötet Sarpedon, bevor er selbst von Hektor getötet wird. Hektor, Glaukos und Aineias erbeuten Sarpedons Leiche zurück, die daraufhin auf Anweisung des Zeus von Hypnos und Thanatos nach Lykien gebracht wird, um dort bestattet zu werden.

## Alternative Genealogie
Nach einer anderen Version ist Sarpedon ein Sohn des Zeus und der Europa und der jüngste Bruder des Minos und des Rhadamanthys. Demzufolge müsste er zwei Generationen vor dem Trojanischen Krieg auf Kreta geboren sein. Diese Unstimmigkeit erklären die antiken Autoren unterschiedlich: Laut Herodot soll Sarpedon mit Minos um die Thronfolge (laut Bibliotheke des Apollodor: um einen jungen Liebhaber) in Streit geraten sein. Sarpedon unterlag, woraufhin er Kreta verlassen haben und König in Lykien geworden sein soll, was die geografische Abweichung erklärt, nicht aber die chronologische. Apollodor begründet die lange Zeitspanne damit, dass Zeus seinem Sohn das Privileg verliehen habe, drei Menschenalter zu leben. Diodor dagegen erklärt, es handele sich bei dem kretischen Sarpedon um den Großvater väterlicherseits des gleichnamigen Helden im Trojanischen Krieg, der ein Sohn der Deidameia und des Euandros, des Königs von Lykien sei. Hyginus bezeichnet den Helden der Ilias wieder als den Sohn des Zeus und der Europa, ohne auf die daraus resultierenden Schwierigkeiten einzugehen.
In der Aeneis ist Sarpedon der Vater des Antiphates.

## Sonstiges
Nach Sarpedon wurde der Asteroid (2223) Sarpedon benannt.